# Rajd Niemiec AvD 1957
Rajd Niemiec AvD 1957 (1. AvD/ADAC Deutschland Rallye) – 1. edycja rajdu samochodowego Rajd Niemiec AvD rozgrywanego w RFN. Rozgrywany był od 30 maja do 2 czerwca 1957 roku. Była to czwarta runda Rajdowych Mistrzostw Europy w roku 1957.

## Klasyfikacja rajdu
| Miejsce                | Kierowca               | Pilot                  | Samochód               | Czas                   | Strata                 |                        |
| Klasyfikacja generalna | Klasyfikacja generalna | Klasyfikacja generalna | Klasyfikacja generalna | Klasyfikacja generalna | Klasyfikacja generalna | Klasyfikacja generalna |
| ---------------------- | ---------------------- | ---------------------- | ---------------------- | ---------------------- | ---------------------- | ---------------------- |
| 1.                     | Leopold von Zedlitz    | Rolf Hahn              | BMW 502                | 8                      | 0.0                    |                        |
| 2.                     | Egon von Westerholt    | Walther Scheube        | Alfa Romeo Giulietta   | 9                      | +1                     |                        |
| 3.                     | Alfred Kling           | Rudi Golderer          | Mercedes-Benz 190 W121 | 21                     | +13                    |                        |
| 4.                     | Max Riess              | Gottlieb Kufner        | Mercedes-Benz 190 W121 | 47                     | +39                    |                        |
| 5.                     | Richard Weiss          | Peter Falk             | Borgward Isabella      | 52                     | +44                    |                        |
| 6.                     | Max                    | Dieter Lissmann        | Porsche 356 Carrera    | 54                     | +46                    |                        |
| 7.                     | Horst Boes             | Tilo Schadrack         | Borgward Isabella      | 57                     | +49                    |                        |
| 8.                     | Siegfried Eikelmann    | Sven von Schroeter     | DKW F 91               | 1:00                   | +52                    |                        |
| 9.                     | Fritz Hahnl            | Hans-Helmut Hespen     | Borgward Isabella      | 1:11                   | +1:03                  |                        |
| 10.                    | Waldemar Warmbold      | Kurt Henninger         | Borgward Isabella      | 2:12                   | +2:04                  |                        |
| Klasyfikacja ERC       |                        |                        |                        |                        |                        |                        |
| 1.                     | Leopold von Zedlitz ?  | Rolf Hahn ?            | BMW 502                | 8                      | 0.0                    |                        |